# دورنیک
دورنیک (به آلمانی: Dörnick) یک شهر در آلمان است که در Plön (District) واقع شده‌است. دورنیک ۲۶۶ نفر جمعیت دارد.